# Station Utrecht Terwijde
Station Utrecht Terwijde is een Randstadspoorhalte aan de spoorlijn Utrecht - Gouda, ten behoeve van de delen Terwijde en Het Zand van de Utrechtse wijk Leidsche Rijn.
In afwachting van de spoorverdubbeling werd op 14 december 2003 een tijdelijke halte in gebruik genomen. Deze tijdelijke voorziening was uit eenvoudige materialen opgebouwd. De overzijde van de sporen was alleen te bereiken via een hoge voetgangersbrug.
Direct naast het tijdelijke station is in 2005 begonnen met de bouw van het viersporige viaduct, dat de oude tweesporige lijn heeft vervangen. De tijdelijke halte is per 3 november 2007 gesloten; op 5 november werden de eerste twee sporen van de hooggelegen spoorlijn in gebruik genomen. De treinen richting Utrecht Centraal stopten al langs het definitieve perron aan de zuidzijde, de treinen in de andere richting nog langs een tijdelijk perron. De oude perrons en sporen werden gesloopt om plaats te maken voor de tweede helft van het viaduct, waarna ook aan de noordzijde een definitief perron kon worden gebouwd dat in juni 2010 in gebruik is genomen.

## Dienstregeling

### Trein
In de dienstregeling 2025 stoppen op dit station de volgende treinseries:
| Serie | Treinsoort    | Route                                                                                             | Bijzonderheden |
| ----- | ------------- | ------------------------------------------------------------------------------------------------- | --- |
| 6000  | Sprinter (NS) | Den Haag Centraal – Gouda – Utrecht Terwijde – Utrecht Centraal – Geldermalsen – 's-Hertogenbosch | Rijdt alleen na 18:00 uur en van vrijdag t/m zondag. |
| 6900  | Sprinter (NS) | Den Haag Centraal – Gouda – Utrecht Terwijde – Utrecht Centraal – Geldermalsen – Tiel             | Rijdt alleen van maandag t/m donderdag tot 18:00 uur. |
| 8900  | Sprinter (NS) | (Leiden Centraal – Alphen a/d Rijn – )Woerden – Utrecht Terwijde – Utrecht Centraal               | Rijdt niet in het weekend en na 20.00 uur. Rijdt alleen van maandag t/m vrijdag in de spitsuren van/naar Leiden Centraal en vormt dan tussen Leiden Centraal en Woerden een kwartierdienst met serie 8800. |

### Bus
Met de bus wordt station Utrecht Terwijde bediend door lijn 4 (Station Terwijde - Langerak - 24 Oktoberplein - Utrecht Centraal/Jaarbeurszijde - Binnenstad - Tuindorp - Voordorp).

## Foto's

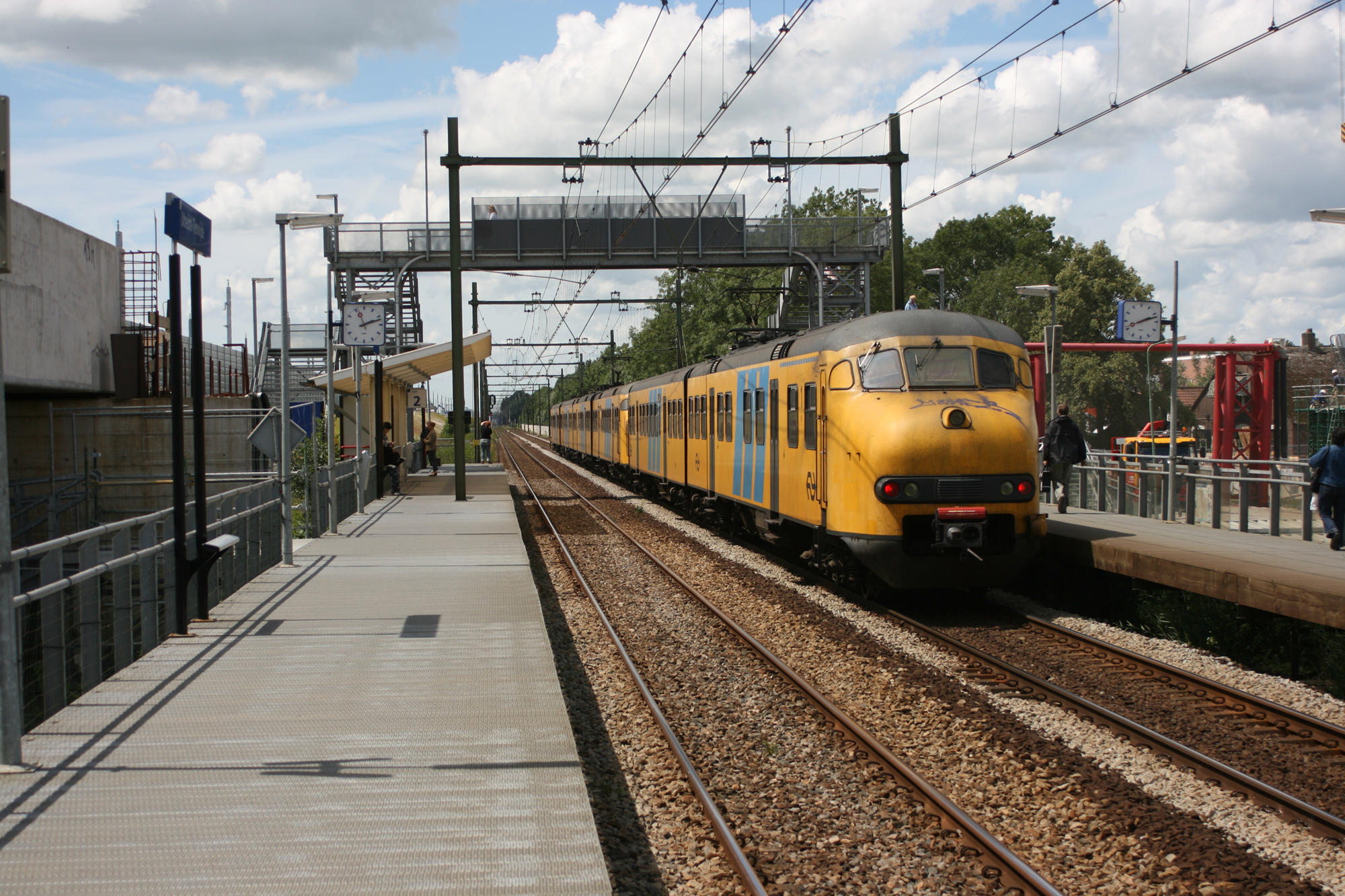
Het tijdelijke station in 2007.
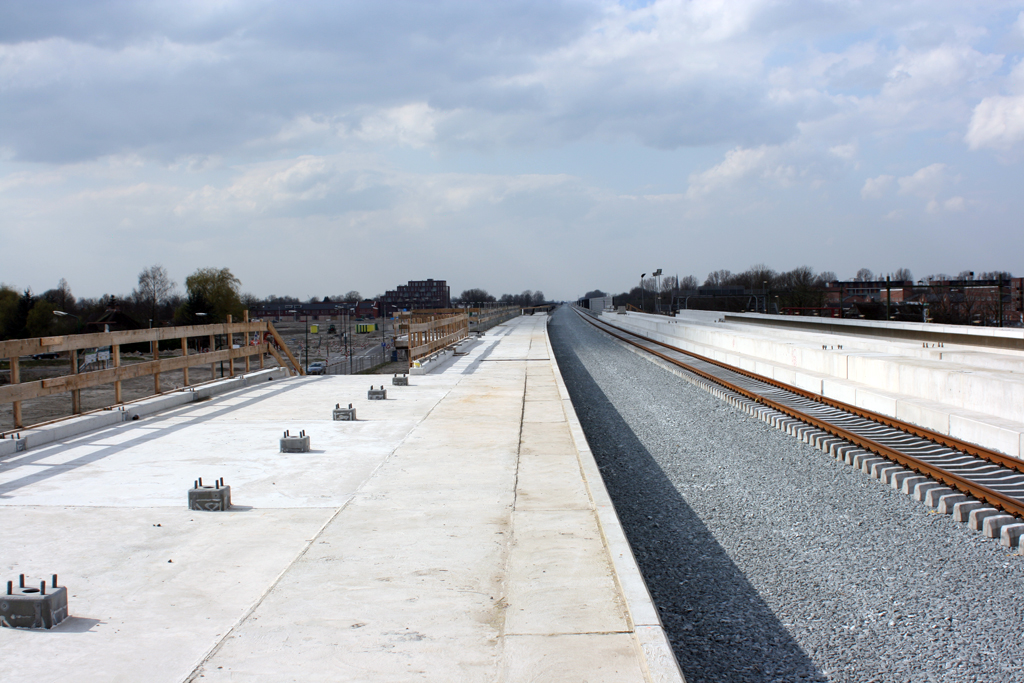
Perron in aanbouw in 2007.
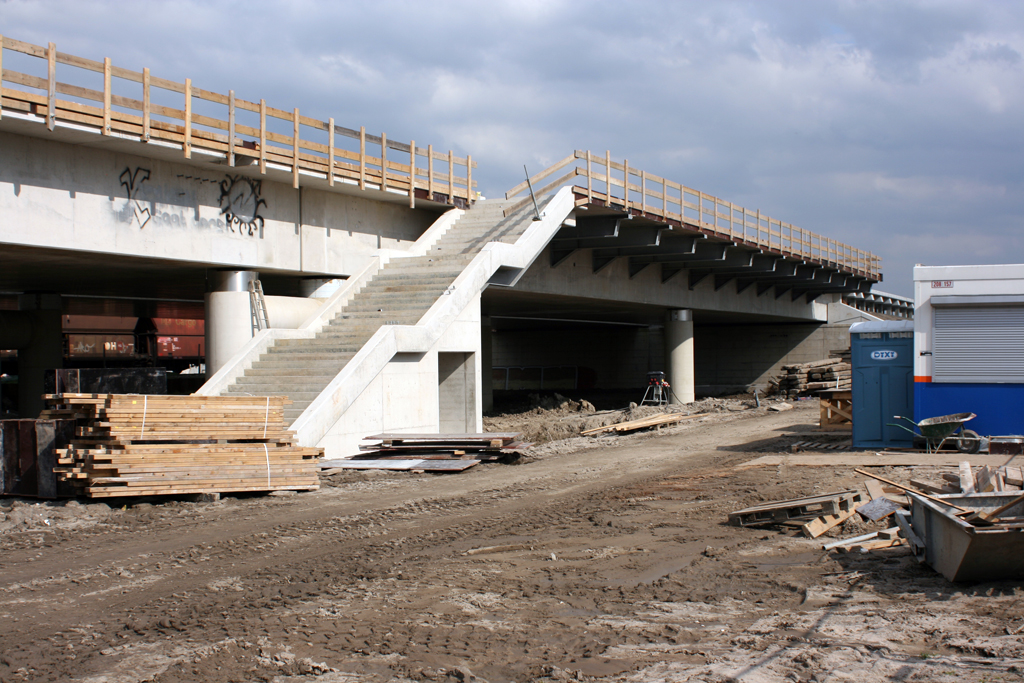
Trap aan Vleutensebaan in 2007.
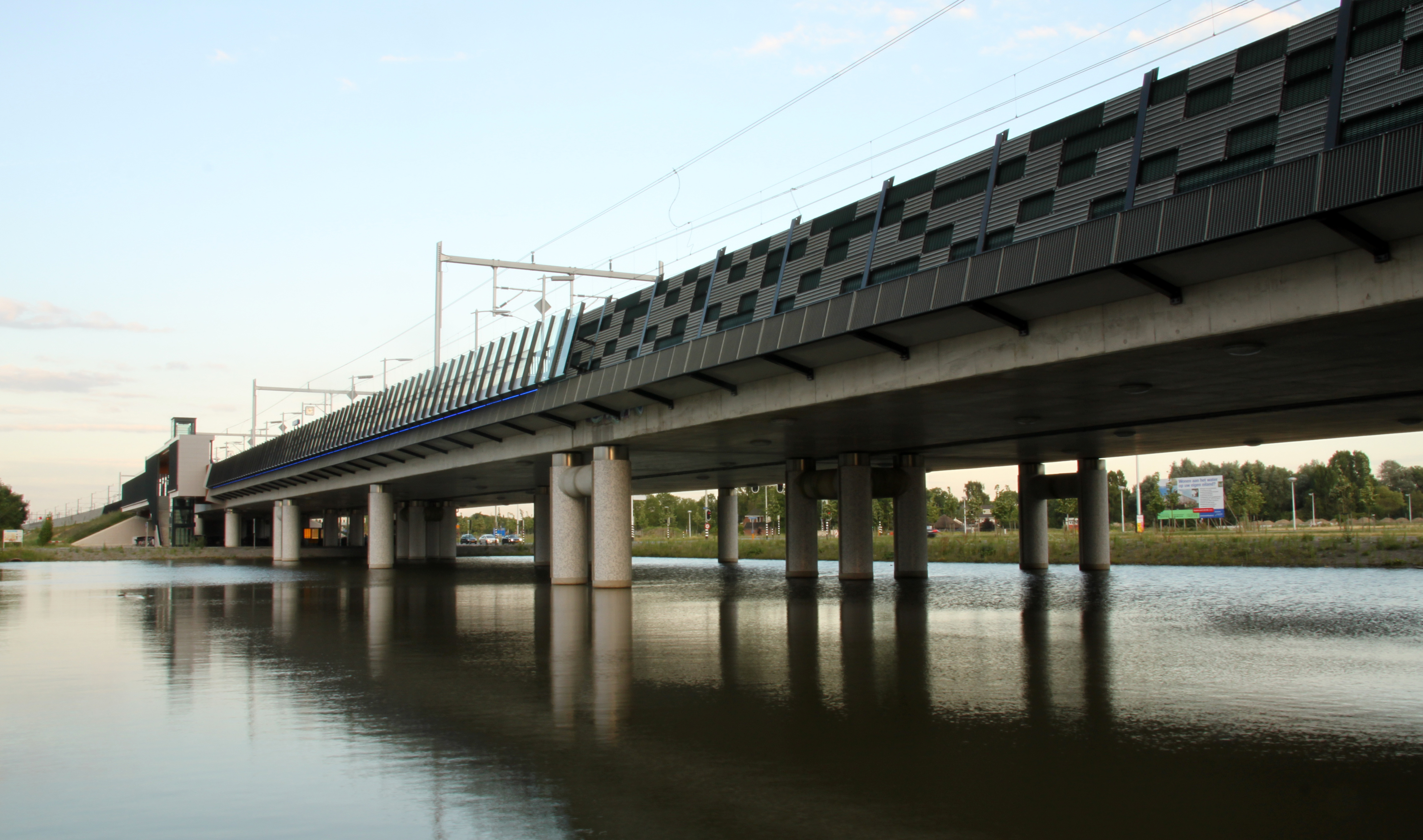
Het station ligt op een kunstmatige plas.
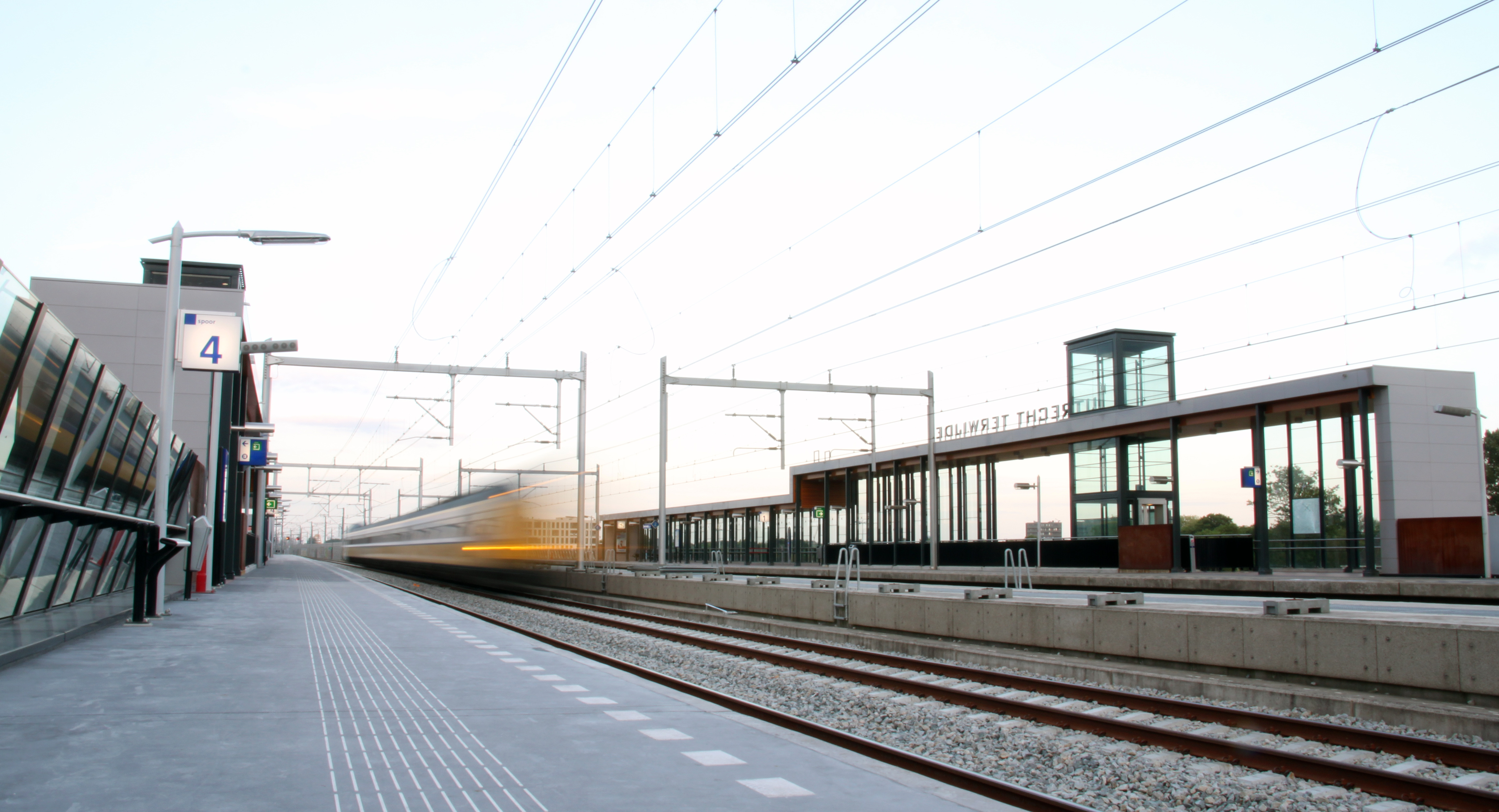
Perrons in definitieve situatie.
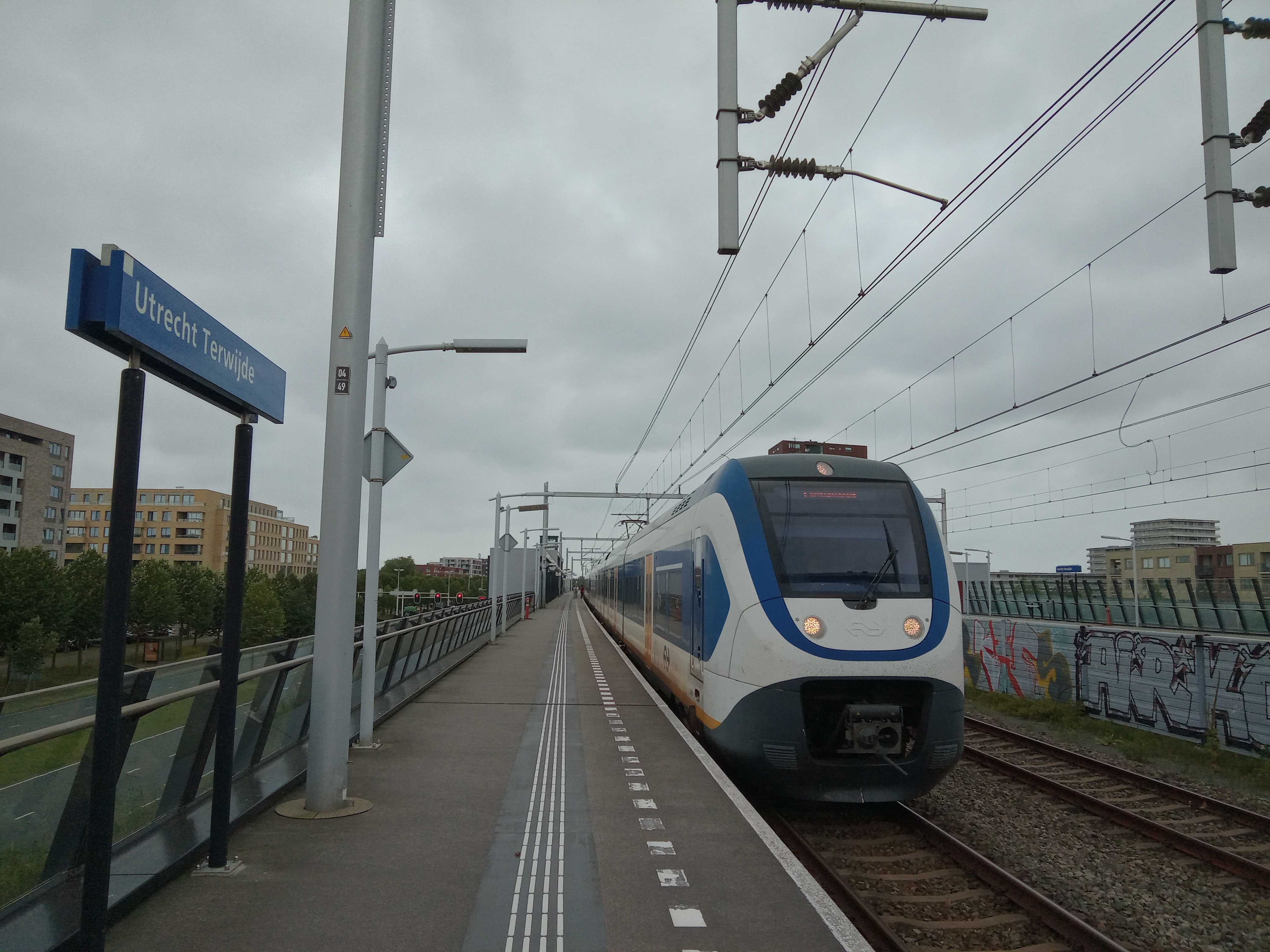
Sprinter richting 's-Hertogenbosch op spoor 1.
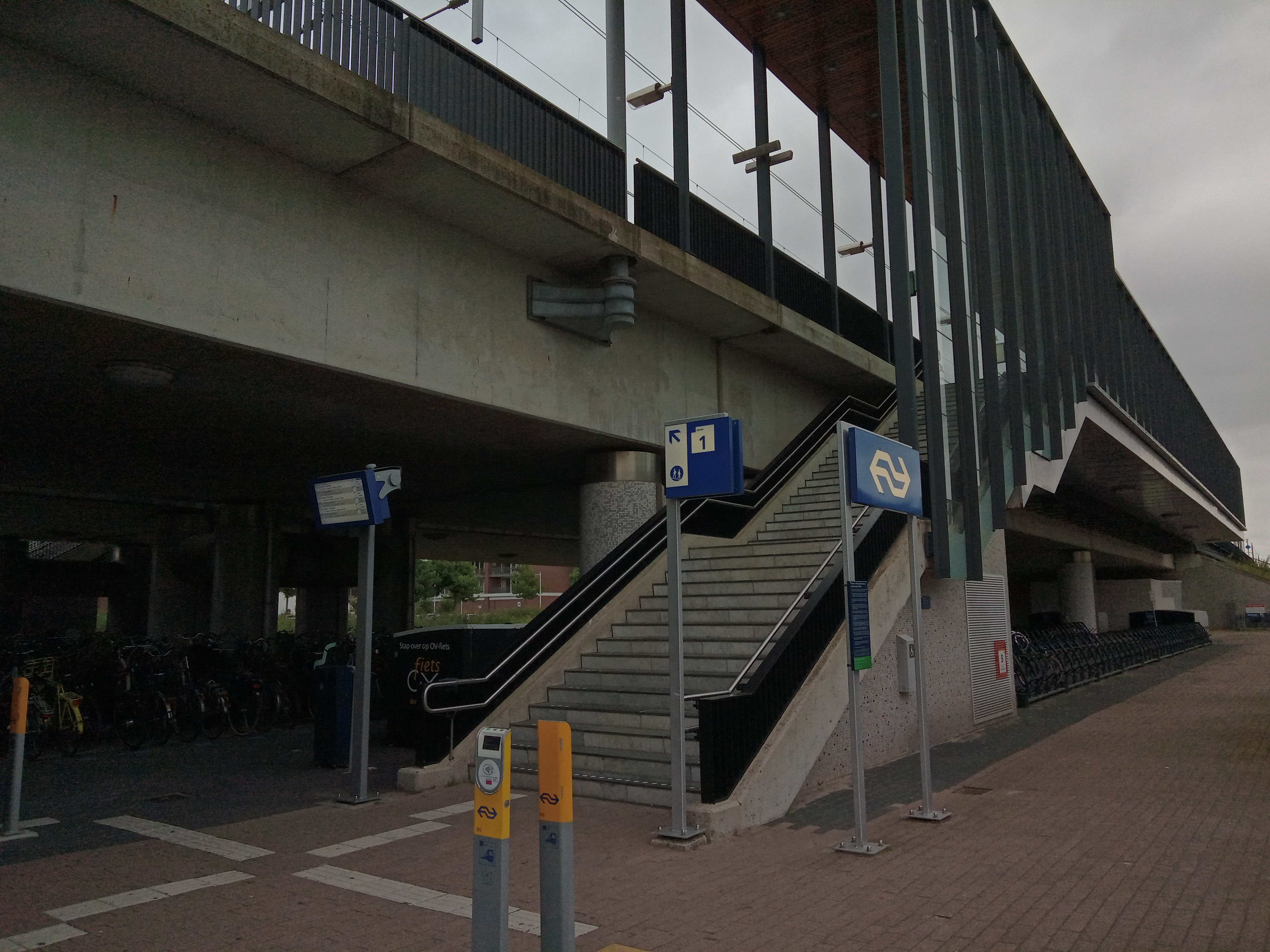
De trap omhoog naar spoor 1.
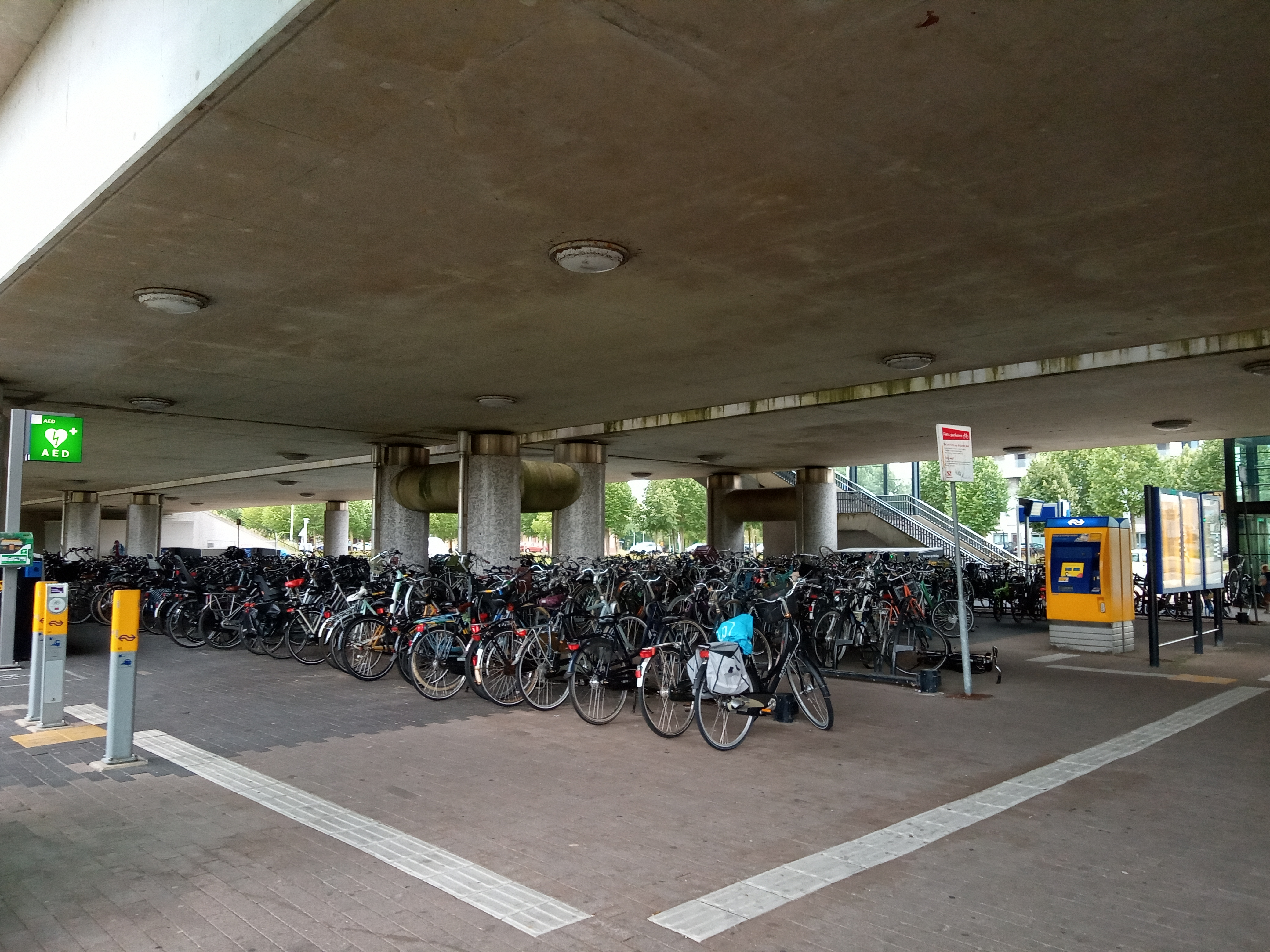
De fietsenstalling.
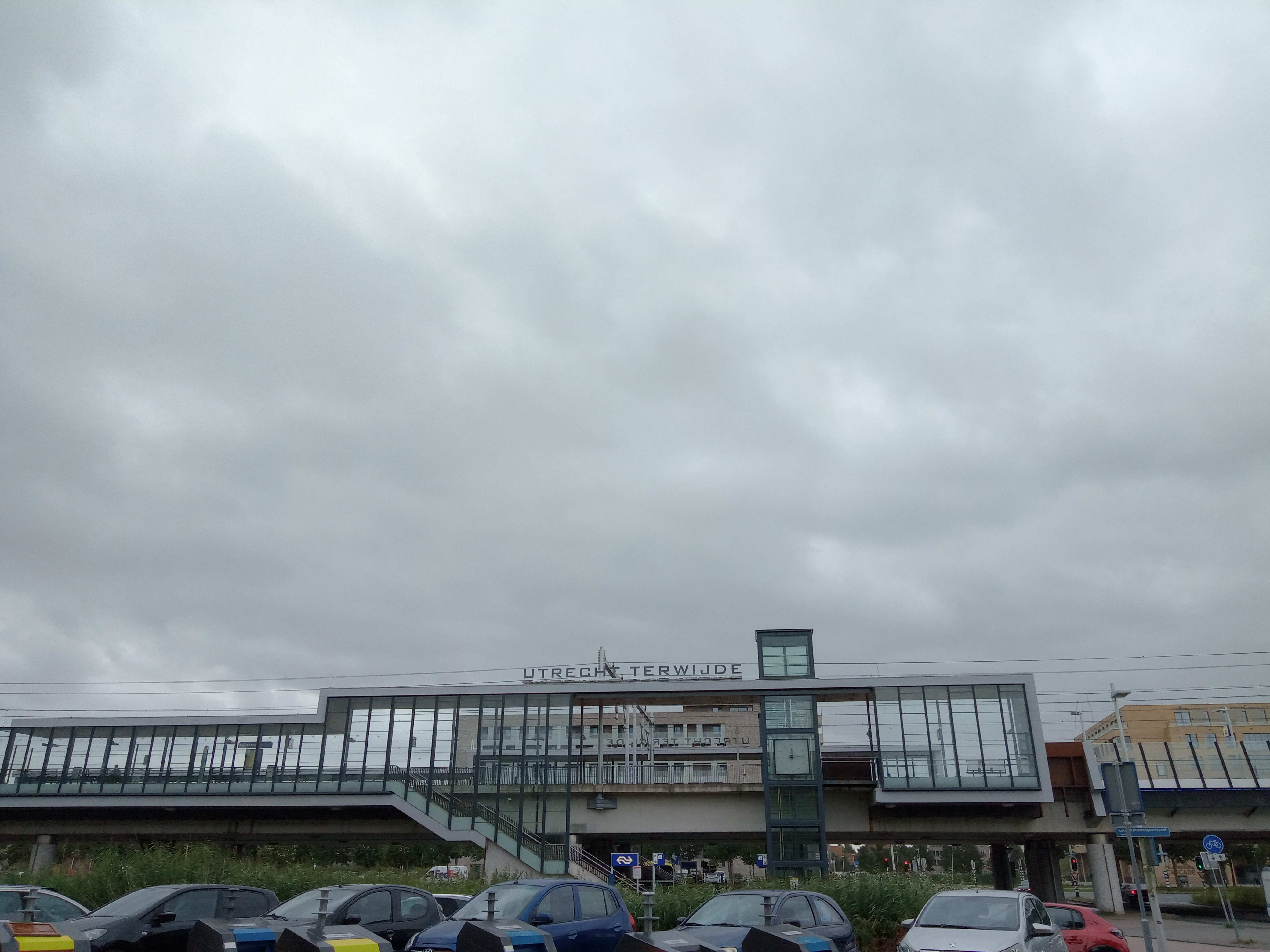
De noordzijde van het station.

## Ontwikkeling aantal reizigers
Het aantal door NS vervoerde reizigers (per gemiddelde werkdag) ontwikkelde zich sedert 2019 als volgt:
| Jaar | Aantal reizigers |
| ---- | ---------------- |
| 2019 | 4.356            |
| 2020 | 1.950            |
| 2021 | 1.923            |
| 2022 | 3.012            |
| 2023 | 3.776            |
| 2024 | 3.834            |